# Utetheisa lutescens
Utetheisa lutescens là một loài bướm đêm thuộc phân họ Arctiinae, họ Erebidae.